# Klub alumnov
Klub alumnov (tudi alumni klub) je združenje nekdanjih diplomantov oz. študentov neke fakultete ali univerze.
V anglo-saških državah so klubi alumnov stalna praksa, vedno bolj pa se uveljavljajo tudi v kontinentalni Evropi.